# Mata'afa Iosefo

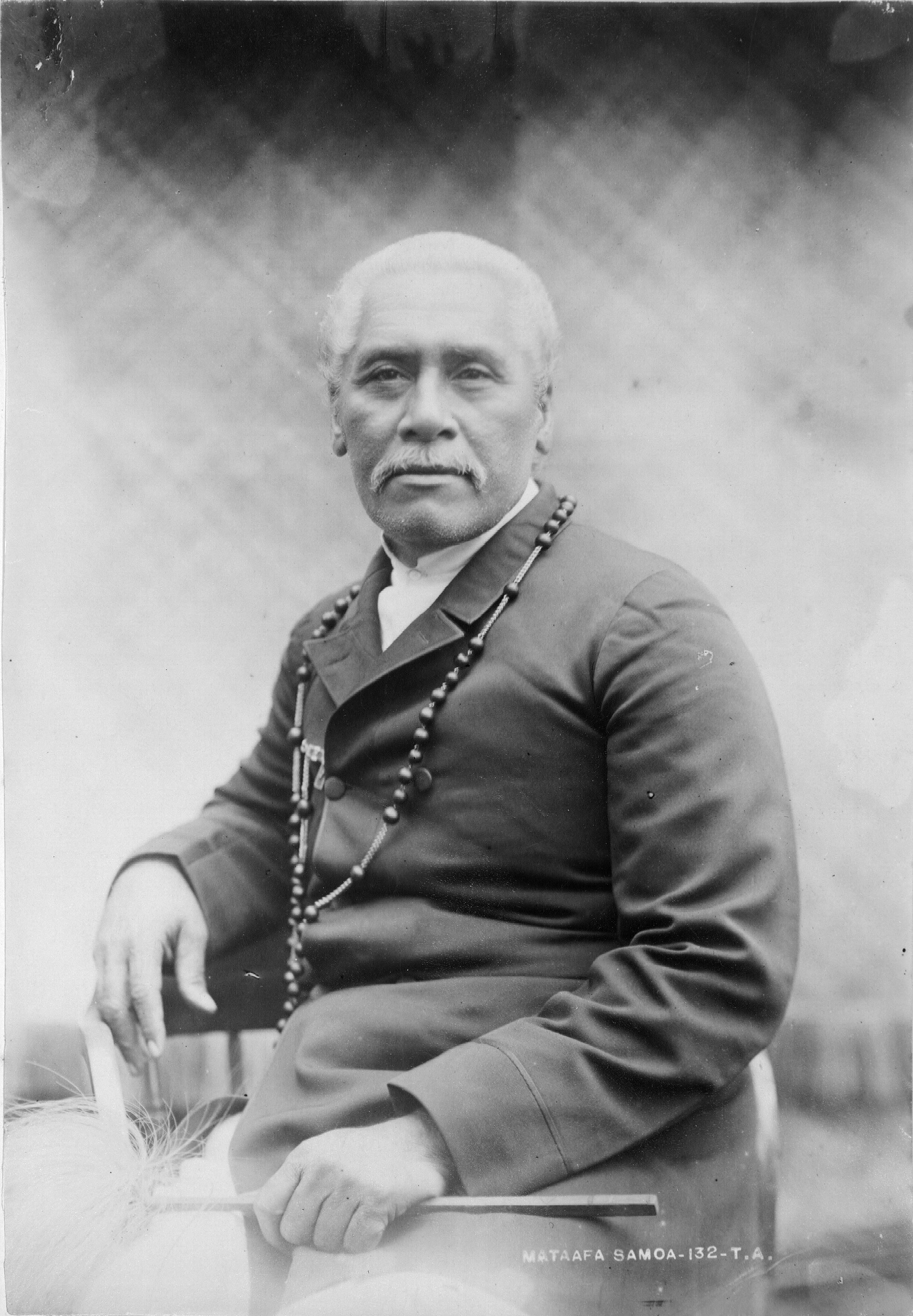
Mata'afa Iosefo c. 1896

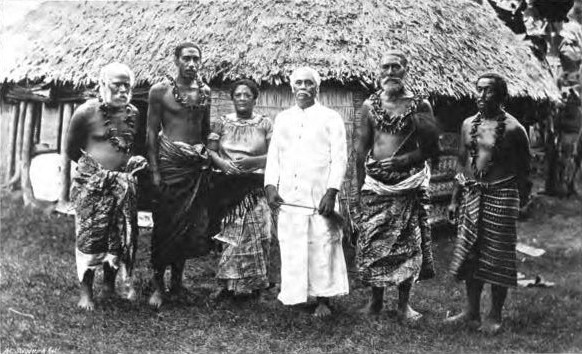
Mata'afa Iosefo y un grupo. c. 1902

Mata'afa Iosefo (1832 – 6 de febrero de 1912) fue un Jefe Supremo de Samoa que fue uno de los tres candidatos rivales para la realeza de Samoa durante el colonialismo. También se le conoció como Tupua Malietoa To'oa Mata'afa Iosefo. Fue coronado Rey de Samoa el 15 de noviembre de 1898.

## Historia
El título principal matai es uno de los títulos más altos de Samoa.
Desde finales del siglo XIX, Iosefo (nombre de pila) desempeñó un papel fundamental durante la época colonial del país, cuando Alemania, Gran Bretaña y Estados Unidos se disputaban el control de las Islas Samoa. Cada potencia occidental tenía su propio candidato principal para el "reinado" de Samoa, y Mata'afa era el candidato preferido de Alemania.
A finales del siglo XIX, Mata'afa Iosefo fue exiliado a las Islas Marshall y se le permitió regresar en 1898. Los alemanes le apoyaron en su reivindicación de la realeza

### Primera guerra civil de Samoa
Mata'afa Iosefo cobró protagonismo en septiembre de 1888 cuando, bajo su mando, sus seguidores se rebelaron contra Tamasese, respaldado por los alemanes, que fue proclamado Tafa'ifa o Rey de Samoa. En una batalla de la Primera guerra civil de Samoa, los guerreros de Mata'afa hicieron retroceder a las fuerzas de Tamasese hasta la punta de Mulinu'u, donde una cañonera alemana les ofrecía protección. El subsiguiente bombardeo de sus aldeas hizo que Mata'afa tomara represalias aniquilando a un contingente alemán invasor y saqueando las plantaciones alemanas en la Primera batalla de Vailele. Finalmente, Alemania, Estados Unidos y Gran Bretaña acordaron que Malietoa Laupepa sería restaurado como  Malietoa y Tafa'ifa de Samoa.

### Segunda guerra civil de Samoa
Fue uno de los principales protagonistas de la Segunda guerra civil de Samoa, un importante conflicto por delegación en el período previo al estallido de la Primera Guerra Mundial. Durante el conflicto, sus seguidores libraron un sangriento conflicto con el apoyo de Alemania contra Malietoa Tanumafili I, que a su vez contaba con el apoyo de las fuerzas aliadas occidentales de Estados Unidos y el Imperio Británico. La guerra se prolongó durante varios meses, en los que Mata'afa y sus aliados ganaron o empataron varias batallas a un alto coste, incluida la Segunda Batalla de Vailele en la que los mataafanos derrotaron a los leales a Samoa y a una escuadra de buques de guerra británicos y estadounidenses, aunque sufriendo bajas muy superiores a las de sus oponentes y extremadamente graves para los estándares de la guerra samoana.
Su lucha por la realeza de Samoa también fue apoyada por el primer movimiento Mau liderado por el orador Lauaki Namulauulu Mamoe. Al final, fue capaz de resistir todos los intentos de los aliados por capturarlo o matarlo. Como resultado, se acordó la división de Samoa como un compromiso. Alemania obtuvo las islas occidentales y creó la Samoa Alemana, Estados Unidos se anexionó las islas orientales y creó la Samoa Americana, y los británicos retiraron su reclamación a cambio de concesiones en las Islas Salomón.
En 1900, Iosefo fue declarado Ali'i Sili (jefe máximo) por las potencias coloniales de la Samoa Alemana. Iosefo sucedió a su padre, Mata'afa Tafagamanu, en el título de Mata'afa.

### Muerte
Tras su muerte en Mulinu'u en 1912, le sucedió Mata'afa Tupuola Iose.